# Ned Zelić
Ned Zelić (sinh ngày 4 tháng 7 năm 1971) là một cầu thủ bóng đá người Úc.

## Đội tuyển bóng đá quốc gia Úc
Ned Zelić thi đấu cho đội tuyển bóng đá quốc gia Úc từ năm 1991 đến 1997.

## Thống kê sự nghiệp
| Đội tuyển bóng đá Úc | Đội tuyển bóng đá Úc | Đội tuyển bóng đá Úc |
| Năm                  | Trận                 | Bàn                  |
| -------------------- | -------------------- | -------------------- |
| 1991                 | 3                    | 0                    |
| 1992                 | 5                    | 0                    |
| 1993                 | 5                    | 1                    |
| 1994                 | 2                    | 0                    |
| 1995                 | 3                    | 0                    |
| 1996                 | 0                    | 0                    |
| 1997                 | 14                   | 2                    |
| Tổng cộng            | 32                   | 3                    |